# Nécropoles de Luburića polje
Les nécropoles de Luburića polje se trouvent en Bosnie-Herzégovine, sur le territoire du village de Košutica et dans la municipalité de Sokolac. Elles abritent des tumulus préhistoriques et 134 stećci, un type particulier de tombes médiévales. Elles sont inscrites sur la liste des monuments nationaux de Bosnie-Herzégovine et font partie des 22 sites avec des stećci proposés par le pays pour une inscription au patrimoine mondial de l'UNESCO.